# 胡氏凤尾蕨
胡氏凤尾蕨（学名：Pteris hui）为凤尾蕨科凤尾蕨属下的一个种。

## 扩展阅读
- 維基物種上的相關：胡氏凤尾蕨